# Halowe Mistrzostwa Europy w Lekkoatletyce 1982 – bieg na 200 m kobiet
Bieg na 200 metrów kobiet – jedna z konkurencji biegowych rozgrywanych podczas halowych lekkoatletycznych mistrzostw Europy w Palasport di San Siro w Mediolanie. Eliminacje i półfinały zostały rozegrane 6 marca, a bieg finałowy 7 marca 1982. Zwyciężyła reprezentantka Niemieckiej Republiki Demokratycznej  Gesine Walther. Konkurencję tę rozegrano po raz pierwszy na halowych mistrzostwach Europy.

## Rezultaty

### Eliminacje
Rozegrano 3 biegi eliminacyjne, do których przystąpiło 10 biegaczek. Awans do półfinału dawało zajęcie jednego z pierwszych dwóch miejsc w swoim biegu (Q). Skład półfinałów uzupełniły dwie zawodniczki z najlepszym czasem wśród przegranych (q).
Opracowano na podstawie materiału źródłowego.
Bieg 1
| Miejsce | Zawodniczka            | Czas  | Uwagi |
| ------- | ---------------------- | ----- | ----- |
| 1       | Heidi-Elke Gaugel      | 23,68 | Q     |
| 2       | Marie-Christine Cazier | 23,74 | Q     |
| 3       | Els Vader              | 23,84 | q     |

Bieg 2
| Miejsce | Zawodniczka        | Czas  | Uwagi |
| ------- | ------------------ | ----- | ----- |
| 1       | Jelena Kielczewska | 23,44 | Q     |
| 2       | Irén Orosz         | 23,92 | Q     |
| 3       | Claudia Steger     | 24,07 |       |

Bieg 3
| Miejsce | Zawodniczka       | Czas  | Uwagi |
| ------- | ----------------- | ----- | ----- |
| 1       | Gesine Walther    | 23,36 | Q     |
| 2       | Nadeżda Georgiewa | 23,57 | Q     |
| 3       | Ruth Patten       | 23,85 | q     |
| 4       | Liliane Meganck   | 24,65 |       |

### Półfinały
Rozegrano 2 biegi półfinałowe, w których wystartowało 8 biegaczek. Awans do finału dawało zajęcie jednego z dwóch pierwszych miejsc w swoim biegu (Q).
Opracowano na podstawie materiału źródłowego.
Bieg 1
| Miejsce | Zawodniczka            | Czas  | Uwagi |
| ------- | ---------------------- | ----- | ----- |
| 1       | Gesine Walther         | 22,89 | Q     |
| 2       | Heidi-Elke Gaugel      | 23,56 | Q     |
| 3       | Irén Orosz             | 23,61 | NR    |
| 4       | Marie-Christine Cazier | 23,82 |       |

Bieg 2
| Miejsce | Zawodniczka        | Czas  | Uwagi |
| ------- | ------------------ | ----- | ----- |
| 1       | Jelena Kielczewska | 23,45 | Q     |
| 2       | Els Vader          | 23,63 | Q     |
| 3       | Ruth Patten        | 23,79 |       |
| 4       | Nadeżda Georgiewa  | 23,85 |       |

### Finał
Opracowano na podstawie materiału źródłowego.
| Miejsce | Zawodniczka        | Czas  |
| ------- | ------------------ | ----- |
| 1       | Gesine Walther     | 22,80 |
| 2       | Jelena Kielczewska | 23,35 |
| 3       | Heidi-Elke Gaugel  | 23,39 |
| 4       | Els Vader          | 23,89 |